# Штибер, Золтан
Зо́лтан Шти́бер (венг. Stieber Zoltán; 16 октября 1988, Шарвар, Ваш, Венгрия) — венгерский футболист, полузащитник клуба «Уйпешт». Выступал за сборную Венгрии.

## Клубная карьера

### Англия
Золтан подписал свой первый профессиональный контракт с «Астон Виллой» 4 января 2007 года. За основную команду матчей не проводил, но успешно играл за академию клуба — забивал множество голов и всё время находился на грани основной команды и дубля. Для поддержания игрового тонуса даже уходил в аренду в «Йовил Таун».

### Германия
После сезона 2008/09 был в сфере интересов английских клубов «Блэкпул» и «Норвич Сити». Однако принял решение уехать во немецкую Вторую Бундеслигу в клуб «Кобленц». С этим клубом подписал контракт на 2,5 года. Дебютировал 30 января 2009 года в матче против «Рот-Вайсс Оберхаузен». Матч, в котором Штибер вышел на замену на 64-й минуте, закончился вничью 0:0.
26 марта 2010 года подписал двухлетний контракт с клубом «Алеманния Ахен».
22 марта 2011 года подписал контракт с клубом «Майнц 05».
21 июня 2012 года перешёл в клуб «Гройтер Фюрт», который вышел в Бундеслигу.
26 мая 2014 года Штибер перешёл в «Гамбург», подписав контракт до 2017 года.
18 января 2016 года Штибер был отдан в аренду в «Нюрнберг» до конца сезона с правом последующего выкупа. Уже 12 августа 2016 года было объявлено, что Штибер перейдёт в «Кайзерслаутерн», заключив с клубом трёхлетний контракт.

### США
9 августа 2017 года Штибер перешёл в клуб MLS «Ди Си Юнайтед». В американской лиге дебютировал 26 августа 2017 года в матче против «Нью-Инглэнд Революшн». 27 сентября 2017 года в матче против «Нью-Йорк Ред Буллз» забил свой первый гол в MLS. 26 июля 2019 года Штибер покинул «Ди Си Юнайтед» по взаимному согласию сторон.

### Венгрия
22 августа 2019 года подписал контракт с клубом «Залаэгерсег» сроком на один год.
14 июля 2020 года братья Золтан и Андраш Штиберы присоединились к клубу «Уйпешт», чьим воспитанниками они являются.

## Карьера в сборной
За сборную Венгрии Штибер дебютировал 2 сентября 2011 года в матче квалификации чемпионата Европы 2012 против сборной Швеции. 5 июня 2015 года в товарищеском матче со сборной Литвы забил свой первый гол за сборную Венгрии. Был включён в состав сборной на чемпионат Европы 2016.

### Голы за сборную
| No. | Дата         | Место                                     | No/игры | Противник | Гол | Результат | Соревнование           |
| --- | ------------ | ----------------------------------------- | ------- | --------- | --- | --------- | ---------------------- |
| 1   | 5 июня 2015  | Надьердеи, Дебрецен, Венгрия              | 8       | Литва     | 1:0 | 4:0       | Товарищеский матч      |
| 2   | 13 июня 2015 | Олимпийский стадион, Хельсинки, Финляндия | 9       | Финляндия | 1:0 | 1:0       | Квалификация Евро 2016 |
| 3   | 14 июня 2016 | Стад Нуво де Бордо, Бордо, Франция        | 13      | Австрия   | 2:0 | 2:0       | Евро 2016              |

## Достижения
Командные
 «Уйпешт»
- Обладатель Кубка Венгрии: 2020/21